# 細倉マインパーク前駅
細倉マインパーク前駅（ほそくらマインパークまええき）は、宮城県栗原市鶯沢南郷原にあったくりはら田園鉄道くりはら田園鉄道線の駅である。2007年（平成19年）、路線の廃止に伴い廃駅となった。
本項では、当駅の前身で1942年（昭和17年）に開業した細倉駅についても解説する。

## 概要

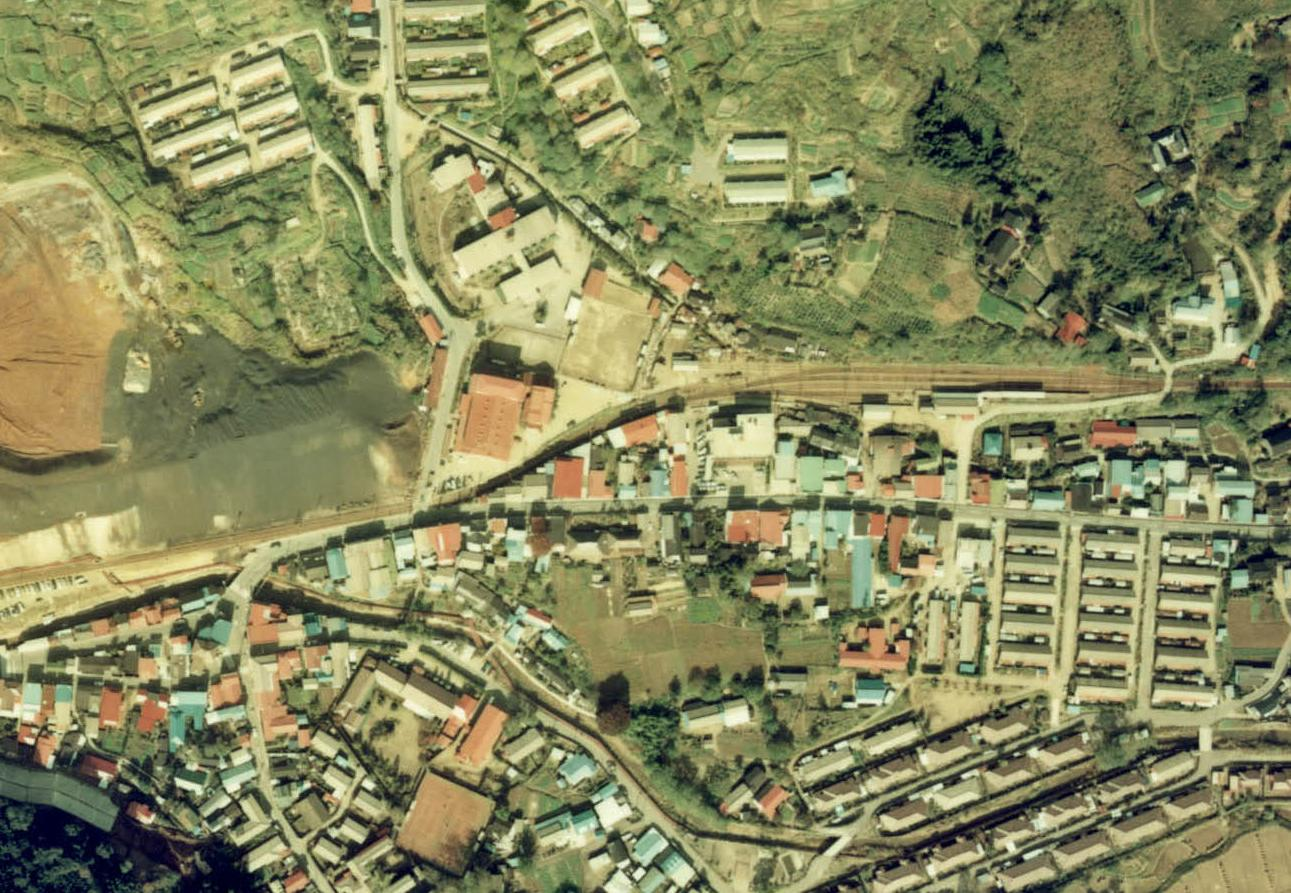
細倉駅当時と付近の空中写真 (1976年撮影 国土画像情報オルソ化空中写真(国土交通省)より) 多数住居があって街が賑わっていたことが窺える

1942年（昭和17年）に細倉鉱山から鉱石を輸送するために栗原鉄道の路線が延長され、細倉駅もその時に開業した。旅客列車の終点であったが、貨物廃止までレールは貨物駅である細倉鉱山駅まで伸びていた。
1988年（昭和63年）に貨物輸送が廃止されると細倉駅 - 細倉鉱山駅間が廃止となったが、1990年（平成2年）に鉱山テーマパークである細倉マインパークがオープンすると、細倉鉱山駅までの廃線跡を活用して0.2 km鉱山側に移転し、駅名も細倉マインパーク前に改めて観光利用を狙った。なお、路線廃止まで細倉駅の駅舎は残されており、細倉マインパーク前を発車する列車からも確認することができた。
当初は鉱山の、後にはレジャー施設の玄関口であったことが評価され、2002年（平成14年）に東北の駅百選に選定された。

## 歴史

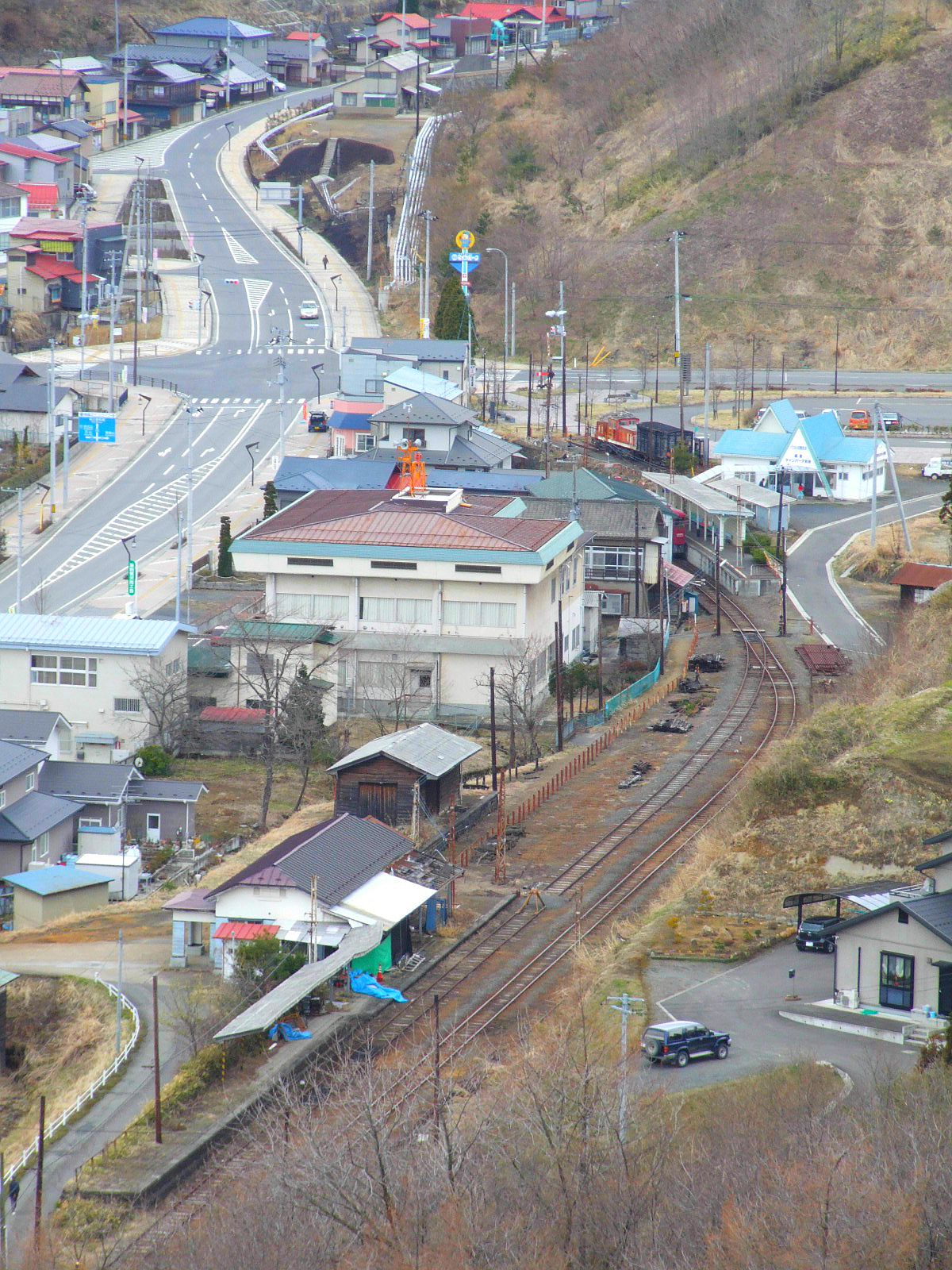
細倉駅（手前）と細倉マインパーク前駅（奥）（2006年4月）

- 1942年（昭和17年）12月1日：栗原鉄道の細倉駅として開業[1]。
- 1955年（昭和30年）11月29日：社名変更により栗原電鉄の駅となる。
- 1964年（昭和39年）6月1日：会社合併により宮城中央交通の駅となる。
- 1969年（昭和44年）2月25日：鉄道部門分社化により再度栗原電鉄の駅となる。
- 1987年（昭和62年）
  - 3月31日：貨物取扱廃止[3]。
  - 5月15日：無人化。
- 1990年（平成2年）6月16日：旧細倉鉱山方に0.2 km移転、細倉マインパーク前駅に改称。
- 1995年（平成7年）4月1日：社名変更によりくりはら田園鉄道の駅となる。
- 2002年（平成14年）：東北の駅百選に選定される。
- 2007年（平成19年）4月1日：廃止。

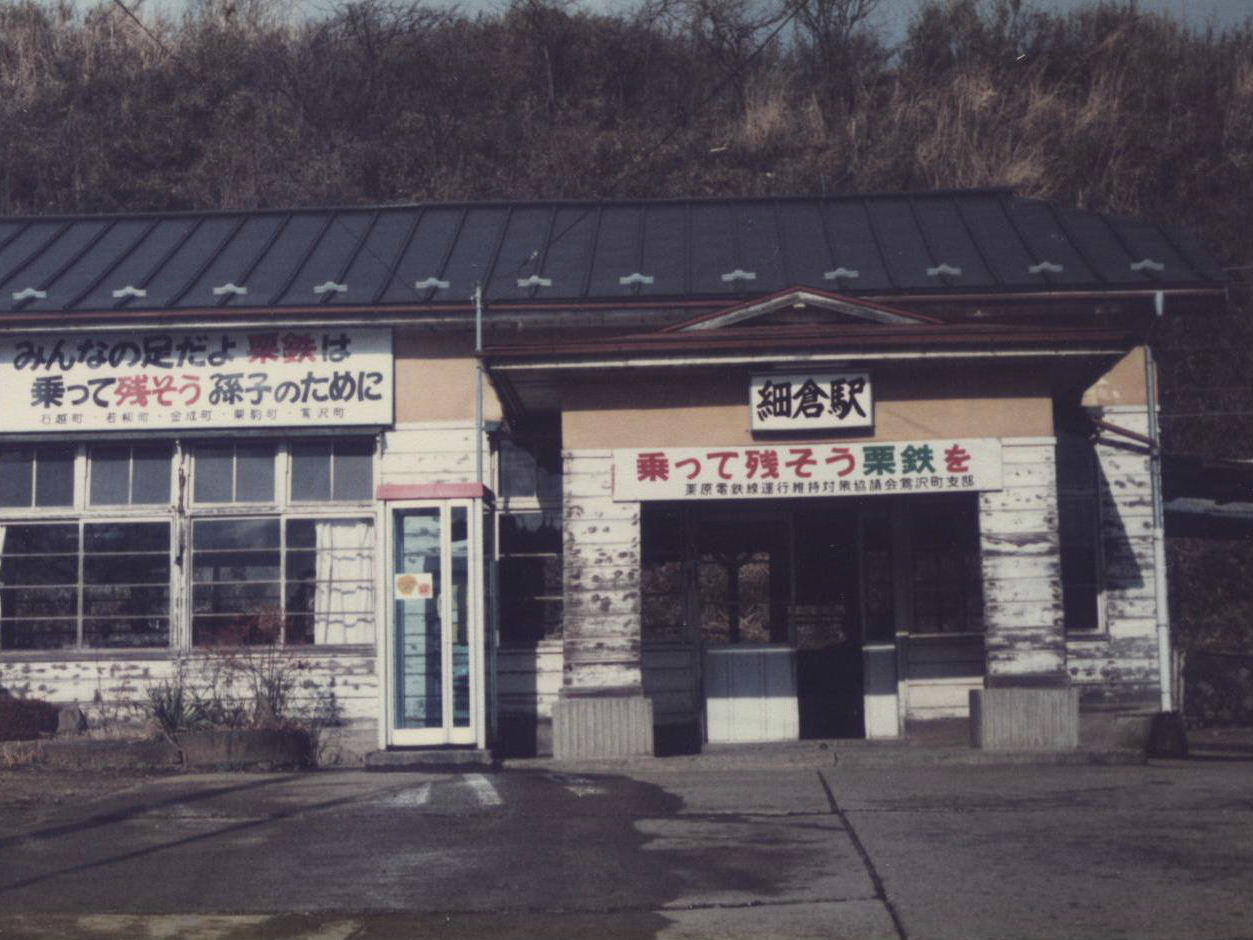
駅舎（1986年頃、当時は「細倉駅」）

## 駅構造
単式ホーム1面1線を有する地上駅。斜面にあり、駅舎から少し降りたところにホームがあった。夜間滞泊も設定されていた。なお廃止後、ホームの駅名標は撤去されたものの、末期の姿ほぼそのままの形で残っている（ただし駅舎は閉鎖）。
なお、廃止された旧細倉駅は当駅の石越方にあった。廃止前は1面3線（旅客ホームは1線のみ）で、廃止後は本線のみ使用され、旅客ホームは横取線として当駅側のポイントが残されていた。駅舎は会社の事務所として使用され、駅名標も残っていたが、現在はホームが残っているだけである。

## 駅周辺
食堂が駅前にあるほかは店舗は少ない。駅ホーム脇には、電気機関車ED202と、木造の有蓋緩急貨車ワフ71が保存されている。
- 栗原市細倉公民館
- 若柳警察署 鴬沢駐在所
- 秋法郵便局
- 細倉マインパーク（旧細倉鉱山跡）
- 栗原市細倉体育館
- 栗原市鉱山資料館
- 旧細倉鉱山社宅
  - 2007年3月に一般公開された映画「東京タワー ～オカンとボクと、時々、オトン～」のロケに使用された[2]。
- 国道457号
- 宮城県道180号文字下細倉線
- 栗原市民バス「マインパーク入口」停留所

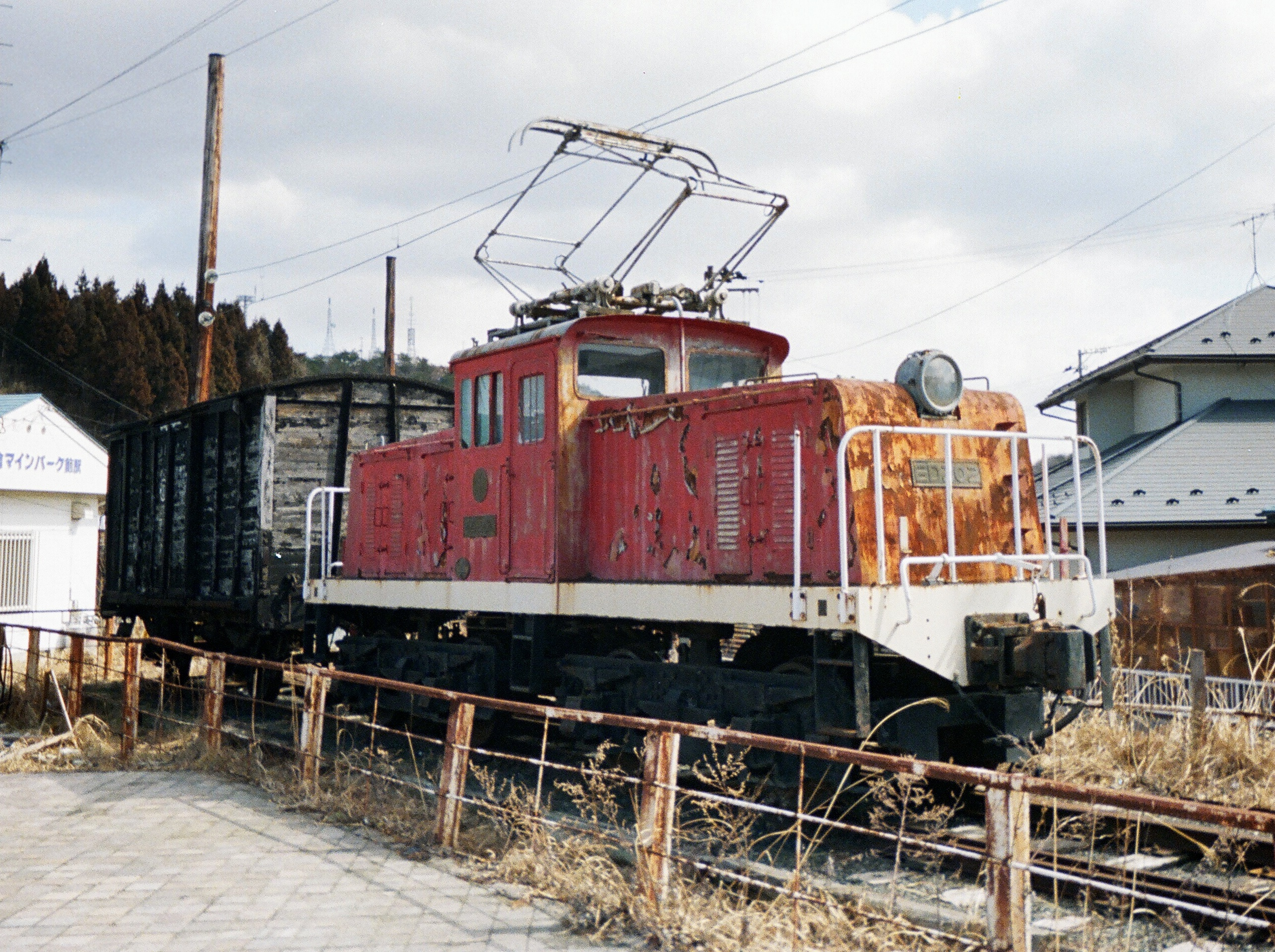
駅前に保存されているED202（電気機関車）とワフ71（有蓋緩急貨車）

## 隣の駅

### 廃止時点
くりはら田園鉄道
くりはら田園鉄道線
鶯沢工業高校前駅 - 細倉マインパーク前駅

### 1988年10月以前
栗原電鉄
栗原電鉄線
駒場駅 - 細倉駅 - 細倉鉱山駅